# Escrita mongol
O termo escrita mongol pode se referir a diversos tipos de grafias utilizados durante séculos para transcrever a língua mongol. A escrita Mongol mais recente é uma forma modificada do alfabeto cirílico.

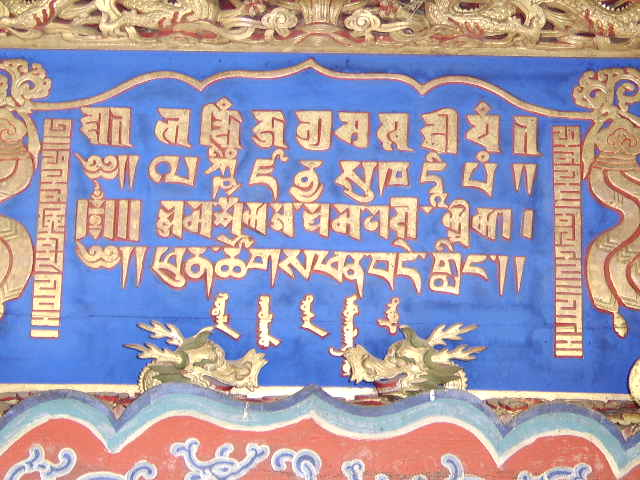
Várias escritas usadas na Mongólia em uma tábua existente à entrada de um templo: 'Phags-pa, Lanydza, Tibetana,, Soyombo, Mongol clássico

## Cirílico
O Alfabeto Mongol mais recente é uma forma um pouco modificada do alfabeto cirílico, o qual é fonético com um alto nível de coerência na representação dos sons originais. Foi implementado depois da revolução comunista na Mongólia. É utilizado no dia a dia.
| Cirílico |  | Cirílico |  | Cirílico |  | Cirílico |  |
| -------- |  | -------- |  | -------- |  | -------- |  |
| А а      |  | И и      |  | П п      |  | Чч       |  |
| Б б      |  | Й й      |  | Рр       |  | Ш ш      |  |
| В в      |  | К к      |  | Сс       |  | Щ щ      |  |
| Г г      |  | Л л      |  | Тт       |  | Ы ы      |  |
| Д д      |  | М м      |  | Уу       |  | Ьь       |  |
| Е е      |  | Н н      |  | Үү       |  | Ээ       |  |
| Ё ё      |  | О о      |  | Ф ф      |  | Ю ю      |  |
| Ж ж      |  | Ө ө      |  | Х х      |  | Я я      |  |
| З з      |  |          |  | Ц ц      |  |          |  |

As letras Ү e Ө (não russas) são por vezes escritas V e Є, principalmente em teclados e computadores russos que não as têm.

## Alfabeto mongol tradicional
O alfabeto mongol tradicional foi adaptado do alfabeto uigur que, por sua vez, descende do alfabeto siríaco via alfabeto sogdiano no século XIII. Sua característica é a direção vertical, sendo a única com essa verticalidade a ter suas colunas ordenadas da esquerda para a direita. Apresenta 35 letras, 27 consoantes e 8 vogais, as quais podem ter três formas diferentes em função da sua posição dentro da palavras:
- inicial ou isolada, no começo da palavra ou apresentada sozinha ;
- mediana, no meio, dentro,  da palavra ;
- final, ao final da palavra.

A menos de algumas modificações menores, essa escrita é utilizada hoje em diante na Mongólia interior (China), principalmente depois de 1991. Na Mongólia foi substituída em 1941 por uma forma derivada do alfabeto Cirílico, antes de ser restabelecido  em parte um 1991 (fim do comunismo no país) pelo governo. Na República Popular da China, a língua evenki utiliza essa forma de escrever. Dela se derivou a escrita 'phags-pa.
A tabela a seguir mostra é adaptada de uma tabela proposta por Unicode para a Escrita Mongol Tradicional. Em muitos dos sistemas com uma norma de caracteres adequada, os mesmos não são usados dispostos de cima para baixo, mas “girados” de ¼ de giro, da direita para a esquerda.
| Letra | Nome  | Cirílico | Unicode |
| ----- | ----- | -------- | ------- |
| ᠠ     | A     | А        | 1820    |
| ᠡ     | È     | Э        | 1821    |
| ᠢ     | I     | И        | 1822    |
| ᠣ     | O     | О        | 1823    |
| ᠤ     | Ou    | У        | 1824    |
| ᠥ     | Eu    | Ө        | 1825    |
| ᠦ     | U     | Ү        | 1826    |
| ᠧ     | Î     |          | 1827    |
| ᠨ     | Na    | Н        | 1828    |
| ᠩ     | Ang   | Н        | 1829    |
| ᠪ     | Ba    | Б        | 182A    |
| ᠫ     | Pa    | П        | 182B    |
| ᠬ     | Qa    | Х        | 182C    |
| ᠮ     | Ga    | Г        | 182D    |
| ᠮ     | Ma    | М        | 182E    |
| ᠯ     | La    | Л        | 182F    |
| ᠰ     | Sa    | С        | 1830    |
| ᠱ     | Cha   | Ш        | 1831    |
| ᠲ     | Ta    | Т        | 1832    |
| ᠳ     | Da    | Д        | 1833    |
| ᠴ     | Tcha  | Ч        | 1834    |
| ᠵ     | Dja   | Ж        | 1835    |
| ᠶ     | Ya    | Й        | 1836    |
| ᠷ     | Ra    | Р        | 1837    |
| ᠸ     | Wa    | В        | 1838    |
| ᠹ     | Fa    | Ф        | 1839    |
| ᠺ     | Ka    | Х        | 183A    |
| ᠻ     | Kha   | К        | 183B    |
| ᠼ     | Tsa   | Ц        | 183C    |
| ᠾ     | Za    | З        | 183D    |
| ᠾ     | Hâ    | Х        | 183E    |
| ᠿ     | Zra   | Ж        | 183F    |
| ᡀ     | Lha   |          | 1840    |
| ᡁ     | Tche  |          | 1841    |
| ᡂ     | Tch'e |          | 1842    |

Em março de 2020, o governo da Mongólia anunciou planos para usar a escrita tradicional mongol juntamente com a escrita cirílica em documentos oficiais (por exemplo, documentos de identidade, certificados acadêmicos, certidões de nascimento, certidões de casamento, entre outros), bem como a Grande Assembleia Estatal até 2025, embora a escrita cirílica possa ser usada sozinha, de forma opcional, para escrita menos oficial.